# Bronchocela vietnamensis
Bronchocela vietnamensis är en ödleart som beskrevs av  Jakob Hallermann och ORLOV 2005. Bronchocela vietnamensis ingår i släktet Bronchocela och familjen agamer. Inga underarter finns listade.